# Agata Wróbel
Agata Ewa Wróbel, född 28 augusti 1981 i Żywiec i Polen, är en före detta polsk tyngdlyftare. I olympiska sommarspelen 2000 i Sydney vann hon en silvermedalj i tyngdlyftningens +75-kilosklass och i Aten 2004 tog hon ett brons. Wróbel har också tagit ett VM-guld och tre EM-guld, samt satt 13 världsrekord.

## Karriär
Agata Wróbel började med tyngdlyftning 1996, den första tävlingsframgången kom 1997 då hon vann junior-EM i Tatabánya. Året efter vann hon brons vid EM i Riesa och silver vid junior-VM i Sofia.
Det första guldet på internationella tävlingar på seniornivå tog Wróbel vid EM i La Coruña 1999, där hon också satte världsrekord i ryck med 120,5 kg. Senare samma år tog hon sin första medalj i ett senior-VM i Aten där det blev en silvermedalj efter att Ding Meiyuan tagit fem kilo mer i stöt.
Inför OS i Sydney 2000 var Wróbel och Ding favoriter, Wróbel slog världsrekordet i ryck genom ett lyft på 132,5 kg, men Ding slog det med sitt lyft på 135 kg. Samma sak hände i stöt där Wróbel lyfte 162,5 kg och Ding 165 kg, också de resultaten nya världsrekord.
Även i VM i Antalya 2001 blev det ett silver. 2002 tog hon guld i EM i Antalya, och på hemmaplan i Warszawa tog hon en guldmedalj även i VM. I de olympiska sommarspelen 2004 i Aten låg Wróbel på en delad förstaplats efter att ha tagit 130 kg i ryck, men hon blev slagen av Tang Gonghong och Jang Mi-Ran i stöt och blev bronsmedaljör.
Efter en sjätteplats på VM i Doha 2005 och en tiondeplats på VM i Santo Domingo 2006 lade Wróbel av med tyngdlyftningen. 2009 bestämde hon sig för att komma tillbaka och 2010 ställde hon upp i EM i Minsk där hon slutade på en åttonde plats. Efter det tog Wróbel sitt åttonde guld i polska mästerskapen i juni 2010, och i januari 2011 meddelade hon att karriären officiellt var över.